# سیارک ۲۵۱۹
سیارک ۲۵۱۹ (به انگلیسی: 2519 Annagerman، نامگذاری:1975VD2) دو هزار و پانصد و نوزدهمین سیارک کشف شده‌است که در ۲ نوامبر ۱۹۷۵ کشف شد.
قدر مطلق سیارک برابر ۱۱٫۳۰ است.